# Ulrike von Levetzow

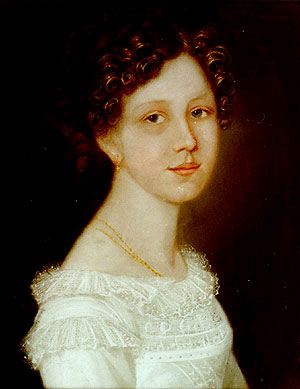
Ulrike von Levetzow

Theodore Ulrike Sophie von Levetzow (ur. 4 lutego 1804 w Löbnitz (obecnie dzielnica miasta Groitzsch), zm. 13 listopada 1899 w Třebívlicach koło Litomierzyc) w Czechach) – ostatnia miłość poety Johanna Wolfganga von Goethego.

## Życiorys
Ojcem Ulryki był szambelan, następnie marszałek dworu księstwa Mecklenburg-Schwerin Joachim Otto Ulrich von Levetzow, matką Amalie von Brösigke. Gdy rodzice się rozwiedli, Ulrykę umieszczono we francuskiej pensji (szkoła z internatem dla dziewcząt). Była najstarszą córką, miała dwie siostry.
W 1821 wraz z matką i siostrami przebywała w uzdrowisku Mariańskie Łaźnie (niem. Marienbad), gdzie jej matka spotkała znajomego poetę Johanna Wolfganga von Goethego, który mimo różnicy wieku (miał 72 lata) zalecał się do 17-letniej panny. Sytuacja powtórzyła się w następnym roku, a po dwóch latach, w 1823, Goethe skłonił swego przyjaciela, wielkiego księcia Karola Augusta z Weimaru do złożenia oficjalnych oświadczyn z propozycją zawarcia małżeństwa z 19-letnią Ulryką.
Goethe swe oświadczyny traktował poważnie i na serio, czemu dał wyraz w utworze Marienbader Elegie. Ulrike von Levetzow stanowczo zaprzeczała, jakoby miała romans z podstarzałym poetą, jednak towarzysko była traktowana jako ostatnia miłość (a nawet kochanka) Goethego. Nie wyszła za mąż.
Zmarła w sędziwym wieku w swej pokaźnej posiadłości ziemskiej odziedziczonej po ojczymie.

## Literatura
- Dagmar von Gersdorff: Goethes späte Liebe. Die Geschichte der Ulrike von Levetzow. Insel Verlag, Frankfurt am Main, 2005, ISBN 3-458-19265-4